# سن-اوستاش، پاریس
کلیسای سن-اوستاش، پاریس (2 Impasse Saint-Eustache, 1er arr.) در منطقه ۱ پاریس قرار گرفته است. این بنا در بین سال‌های ۱۵۳۲ و ۱۶۳۲ ساخته شده است. این کلیسا در ورودی بازارهای قدیمی پاریس محله له‌ال و کوی Montorgueil واقع شده است و به عنوان شاهکاری از اواخر دوره معماری گوتیک شناخته می‌شود.

## نگارخانه

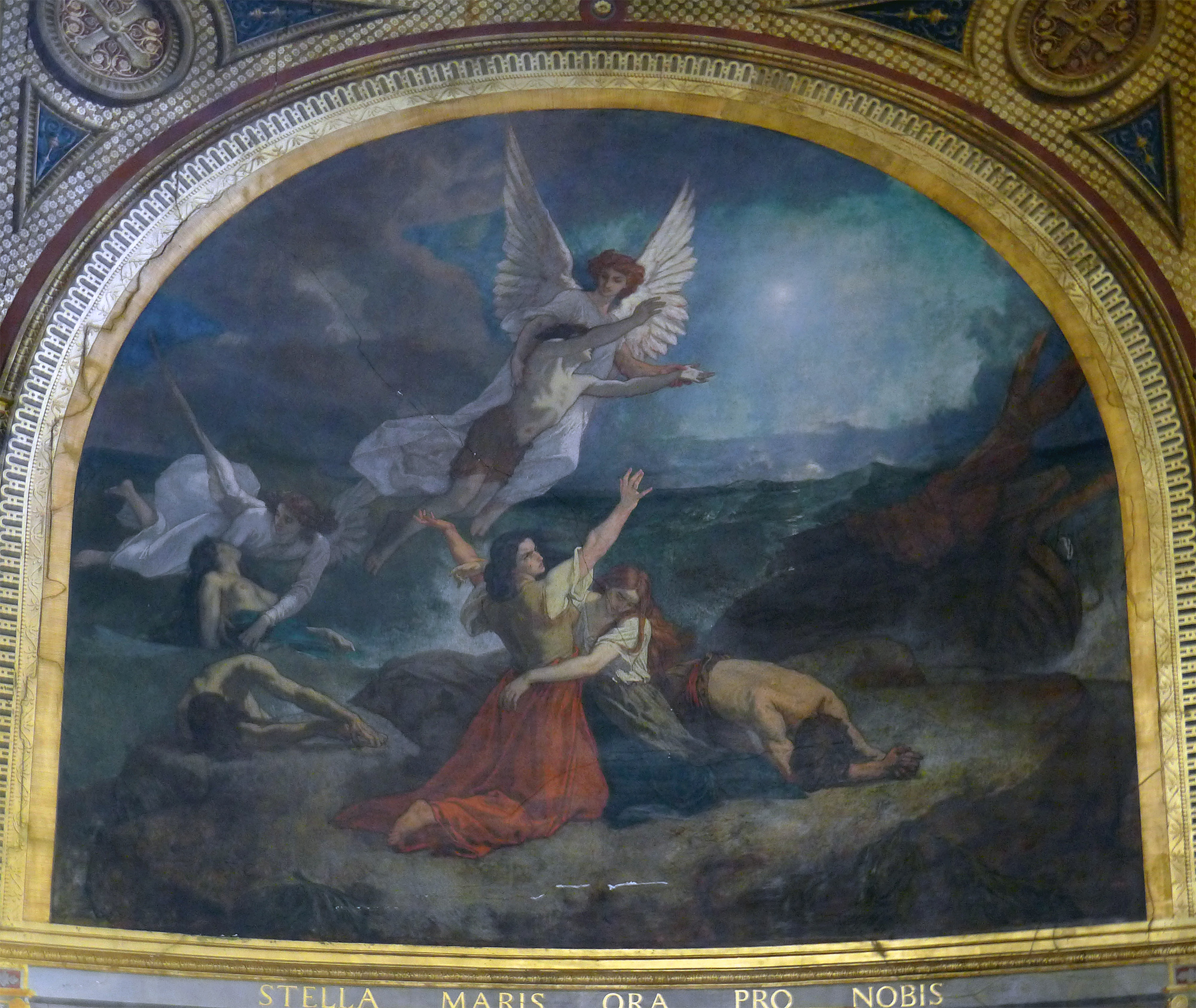
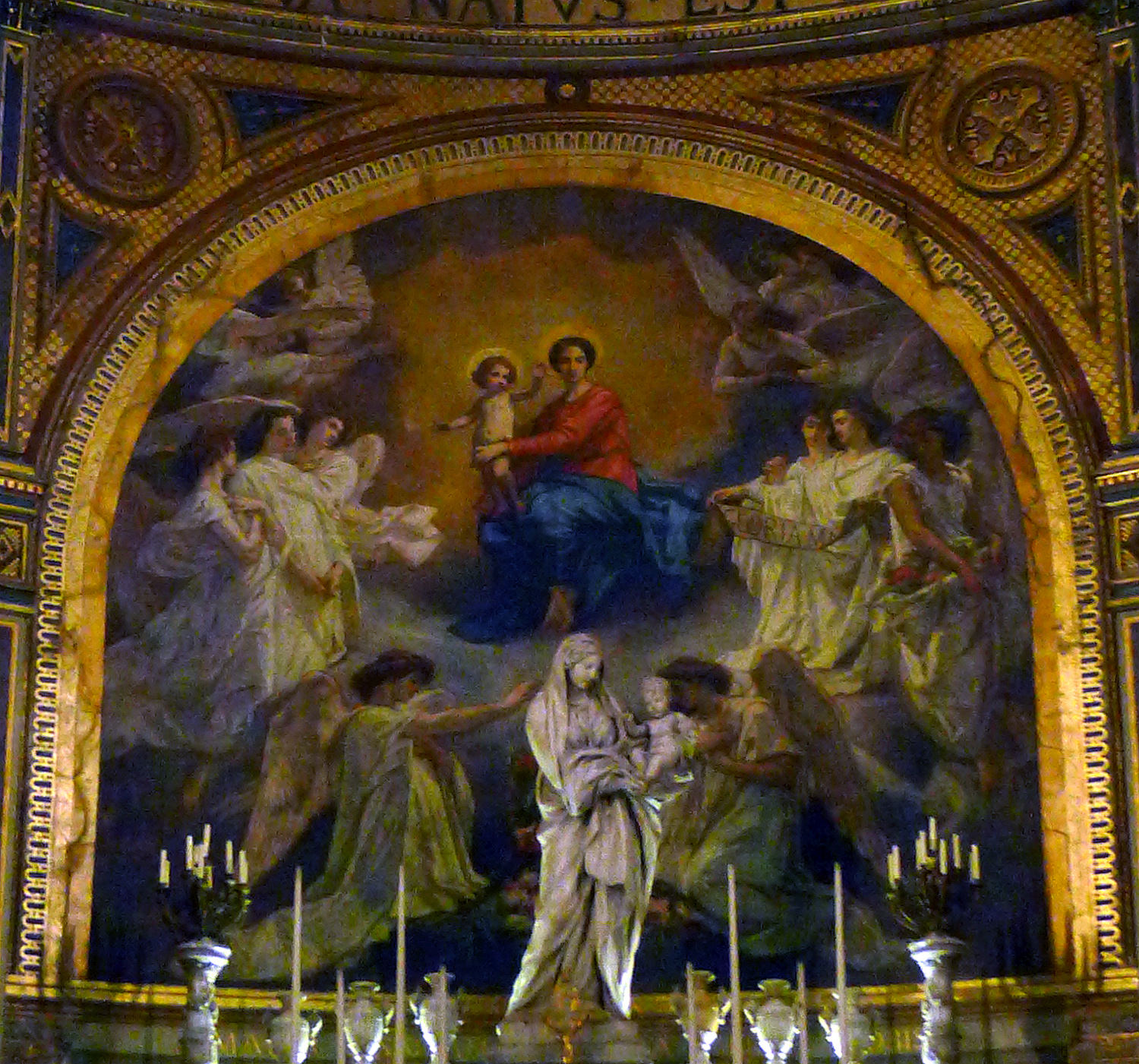
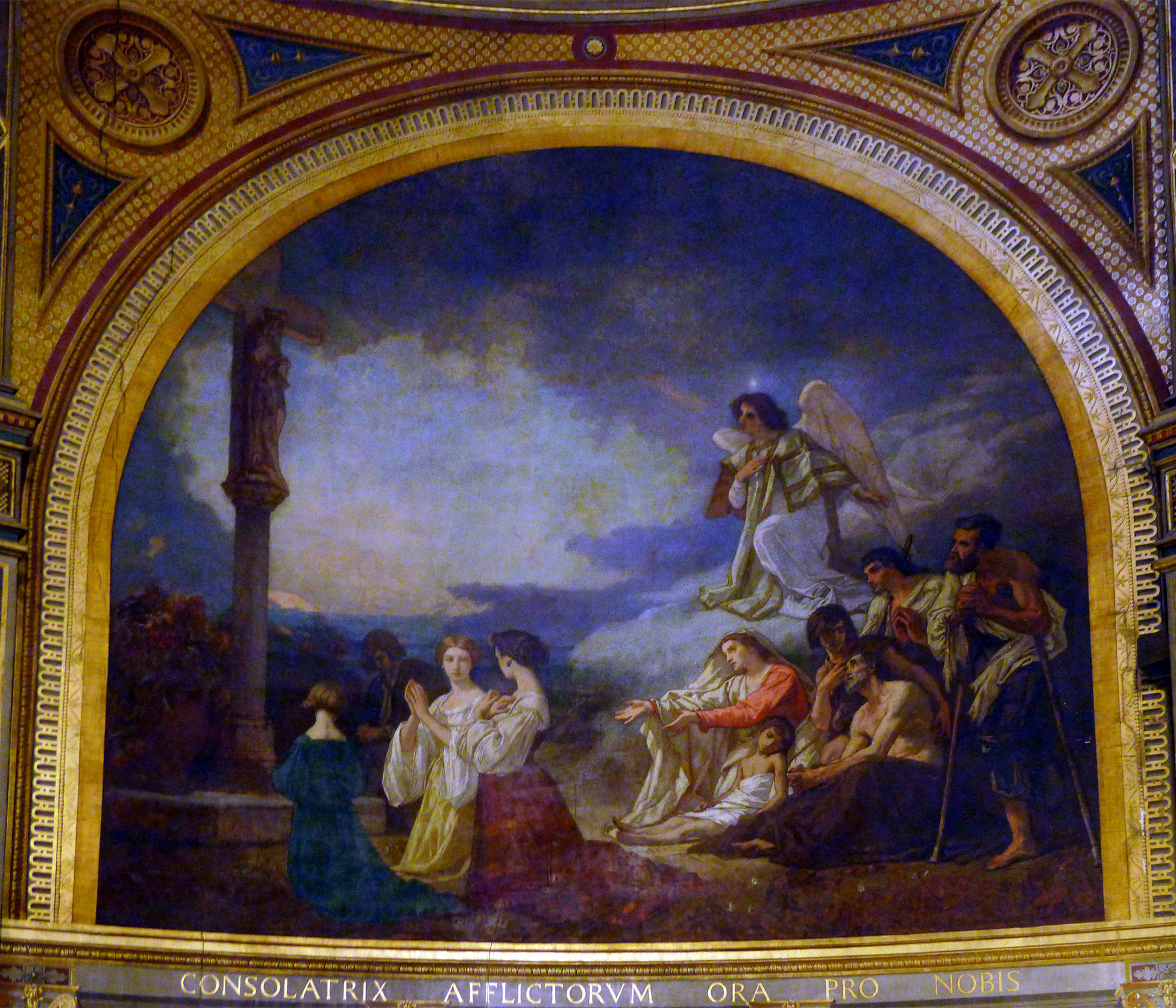